# Communauté de communes des Coteaux de Randan
Die Communauté de communes des Coteaux de Randan ist ein ehemaliger französischer Gemeindeverband mit der Rechtsform einer Communauté de communes im Département Puy-de-Dôme in der Region Auvergne-Rhône-Alpes. Sie wurde am 15. September 2000 gegründet und bestand aus acht Gemeinden.

## Historische Entwicklung
Mit Wirkung vom 1. Januar 2017 fusionierte der Gemeindeverband mit  
- Communauté de communes Limagne-Bords d’Allier und
- Communauté de communes de Nord Limagne

und bildete so die Nachfolgeorganisation Communauté de communes Plaine Limagne.

## Ehemalige Mitgliedsgemeinden
1. Bas-et-Lezat
2. Beaumont-lès-Randan
3. Mons
4. Randan
5. Saint-Clément-de-Régnat
6. Saint-Priest-Bramefant
7. Saint-Sylvestre-Pragoulin
8. Villeneuve-les-Cerfs